# Pitahaya (Luquillo)
Pitahaya es un barrio ubicado en el municipio de Luquillo en el estado libre asociado de Puerto Rico. En el Censo de 2010 tenía una población de 4523 habitantes y una densidad poblacional de 249,91 personas por km².

## Geografía
Pitahaya se encuentra ubicado en las coordenadas 18°20′33″N 65°42′25″O / 18.34250, -65.70694. Según la Oficina del Censo de los Estados Unidos, Pitahaya tiene una superficie total de 18.1 km², de la cual 17.17 km² corresponden a tierra firme y (5.12%) 0.93 km² es agua.

## Demografía
Según el censo de 2010, había 4523 personas residiendo en Pitahaya. La densidad de población era de 249,91 hab./km². De los 4523 habitantes, Pitahaya estaba compuesto por el 66.08% blancos, el 20.47% eran afroamericanos, el 0.55% eran amerindios, el 0.18% eran asiáticos, el 8.11% eran de otras razas y el 4.6% pertenecían a dos o más razas. Del total de la población el 97.94% eran hispanos o latinos de cualquier raza.